# ジョン・ジョンソン
ジョン・ハワード・ゲッティ・ジョンソン (John Howard Getty Johnson, 1947年10月18日 - 2016年1月7日) は1970年代のアメリカ合衆国プロリーグNBAで活躍したアフリカ系アメリカ人の元バスケットボール選手。ミシシッピ州カルタゴ出身、アイオワ大学卒業。ポジションはスモールフォワード、身長201cm、体重91kg。

## 来歴
アイオワ大時代最終学年に平均27.9得点をあげ、州新記録を作ったジョンソンは、1970年のNBAドラフトで7位指名を受けてクリーブランド・キャバリアーズに入団。ジョンソンは1年目からスコアラーとして活躍し、ルーキーシーズンから16.6得点6.8リバウンド4.8アシストをあげ、オールスターにも選出された。2年目にはキャリアハイとなる平均17.0得点7.7リバウンド5.1アシストをあげている。1973-74シーズンにポートランド・トレイルブレイザーズにトレードされ、ブレイザーズでも主要な得点源として活躍したが、1975-76シーズンのヒューストン・ロケッツ移籍を前後してパフォーマンスの低下が見られ、ロケッツでの2シーズンはいずれも平均得点は二桁を下回った。
ロケッツで3年目を迎えた1976-77シーズン開幕直後にジョンソンはシアトル・スーパーソニックスにトレードに出された。シーズン中にボブ・ホプキンスHCが解任され、後任にジョンソンにとってはキャバリアーズ時代のチームメイトであるレニー・ウィルケンズが就任。ウィルケンズはチームの改革を進め、彼はジョンソンを先発に抜擢した。ジョンソンは現在で言うポイントフォワード的な役割を担い、またベテランの域に達していたジョンソンは大半が若い選手のソニックス（全体の2/3の選手がNBA2年目以下の選手だった）ではリーダーシップも発揮した。ジョンソンが先発に抜擢される前のソニックスは6勝17敗だったが、以降は41勝18敗と勝率を大きく向上させ、またジョンソン自身も10.6得点4.0リバウンドと成績を回復させた。ウィルケンズのヘッドコーチ就任後は勝率8割以上を記録したソニックスは、ポストシーズンを勝ち抜き、NBAファイナルに進出している。翌1978-79シーズンにジョンソンは11.0得点4.4アシストをあげ、チームも52勝30敗の好成績を記録。チームは再びプレーオフを勝ち抜き、ファイナルに進出。前年のリベンジマッチとなるワシントン・ブレッツとの対戦でジョンソンは大いに活躍し、第2戦では17得点11リバウンド、オーバータイムにもつれた第4戦ではチームハイとなる50分の出場で9リバウンド13アシストをあげ、ソニックスの初優勝に大きく貢献した。ジョンソンは1982年に現役から引退。NBA12シーズンの成績は869試合の出場で、通算11,220得点4778リバウンド3285アシスト、平均12.9得点5.5リバウンド3.8アシストだった。
2016年1月7日、永眠。
主な業績
- AP通信選出オールアメリカン　（1970）
- NBAオールスターゲーム出場　（1971, 1972）
- NBAファイナル制覇　（1979）